# Lincolnkatedralen
Lincolnkatedralen er en katedral i byen Lincoln i det østlige England. De nedre dele er delvis bygget i romansk stil; ellers i gotisk stil. Byggeriet af den første katedral begyndte, da bispesædet blev flyttet fra Dorchester til Lincoln, og var fuldendt i år 1092. Domkirken blev genopført efter en brand, men blev ødelagt af et usædvanligt jordskælv i 1185. Den genopførte Lincoln Minster, som er viet til Jomfru Maria, blev forstørret mod ved hver genopførelsen, havde et krydstårn med spir, der efter sigende var 160 meter højt – det højeste i Europa. Katedralen blev færdigbygget i 1300-tallet. Den antages at have været verdens højeste bygning i 238 år (1311–1549). Det centrale spir kollapsede i 1549 og blev aldrig genopbygget. 
I katedralen blev der i mange år opbevaret et eksemplar af Magna Carta, som i dag findes på Lincoln Castle.